# Bóveda de horno

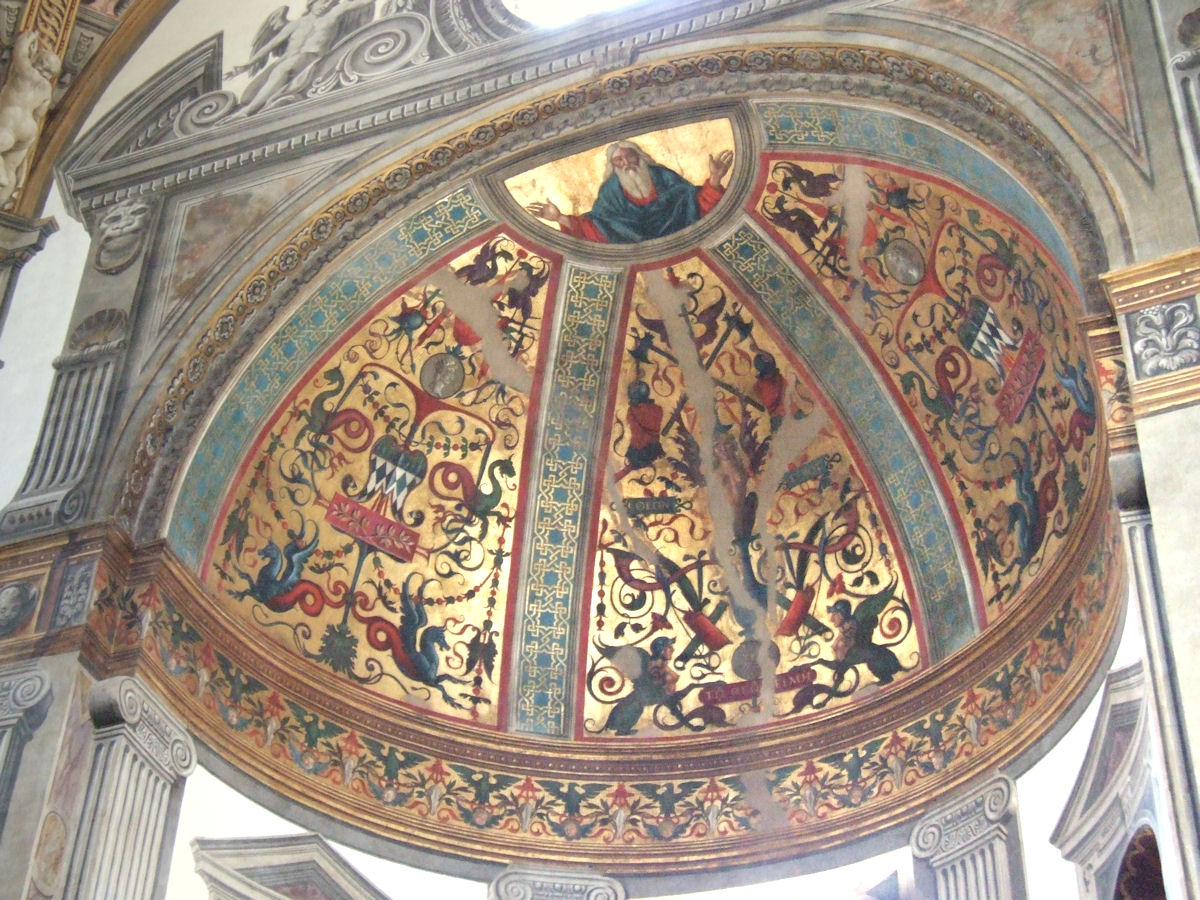

Una bóveda de horno (denominada también semicúpula o bóveda de cuarto de esfera) es un tipo de bóveda que se caracteriza por su forma de cuarto de esfera. Se denomina de esta forma por ser los hornos en el siglo XII con forma de cuarto de esfera. En la arquitectura románica suele colocarse sobre los ábsides de los templos religiosos debido a su planta semicircular. A veces asentadas en columnas en disposición de exedras. Se suelen emplear en elementos arquitectónicos como tetraconchas. 